# Craigslist
Craigslist és un lloc web d'anuncis classificats amb seccions dedicades a l'ocupació, habitatge, contactes personals, vendes, ítems, serveis, comunitat, concerts, fulls de vida i fòrums de discussió, entre d'altres. El 2001 va ser guardonat amb el Premis Webby.

## Història

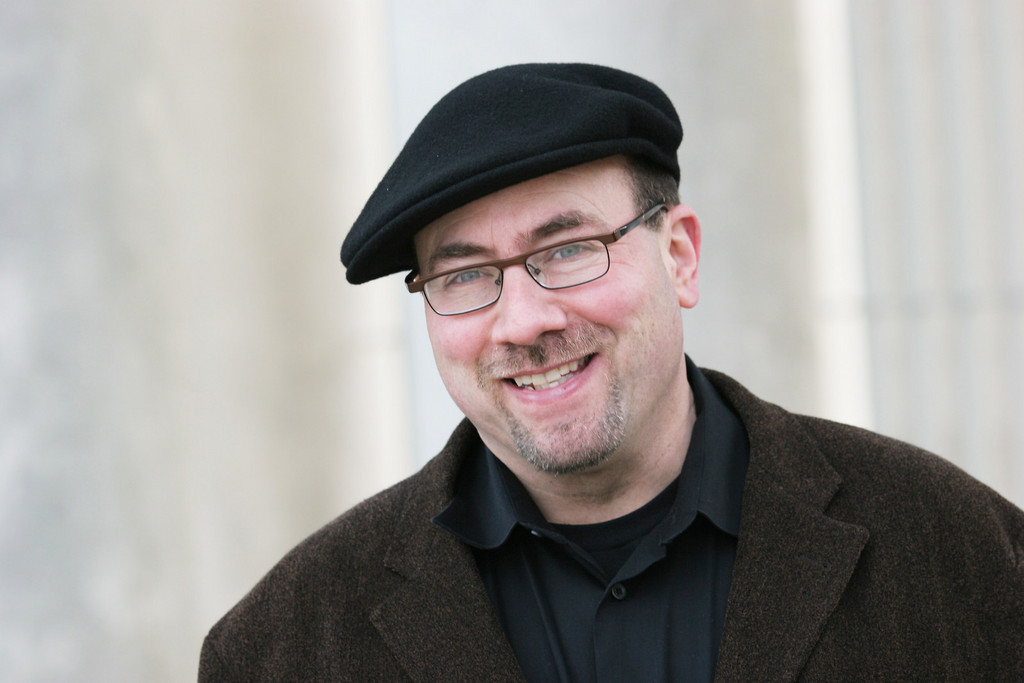
Craig Newmark el 2005.

Va ser fundada el 1995 per Craig Newmark. En els seus inicis va ser una llista de correu electrònic per al districte de Sunset de San Francisco. Després de la seva constitució el 1999, Craigslist es va ampliar a nou ciutats més el 2000 (totes als Estats Units ), quatre per any, el 2001 i 2002, i 14 el 2003. Fins al juny del 2006, Craigslist s'havia establert en aproximadament 310 ciutats a tot el món.
A data de 2006, Craigslist funcionava amb un personal de 28 persones. La seva única font d'ingressos és a través del cobrament d'avisos classificats d'ocupació en certes ciutats ($75 per l'anunci per a l'àrea de la badia de San Francisco; $25 per l'anunci per a Nova York ; Los Angeles ; Boston ; Seattle ; Washington DC., i llistats d'agències immobiliàries a Nova York ($10 per anunci).

## Característiques
Rep al voltant de 20 mil milions de visites (pàgines vistes) per mes, posant-la al 57. º lloc entre les pàgines web mundials, té el 10. º lloc entre les pàgines web als Estats Units el 2015, amb 10 milions de visitants únics. Tenint sobre 10 milions d'anuncis classificats nous cada mes, Craigslist és el servei número u d'avisos classificats en qualsevol mitjà de comunicació. El lloc rep sobre 500.000 ofertes de feina noves al mes, fent-ho una de les millors borses d'ocupació en línia al món. Els avisos classificats s'estenen des d'avisos tradicionals de compra/venda i anuncis a la comunitat; fins i tot anuncis personals i fins i tot “serveis eròtics”.
Tot i que la companyia no divulga la seva informació financera, la premsa ha especulat que els seus ingressos anuals han crescut des de 10 milions el 2004 fins a 150 milions el 2007. Els amos principals i membres del consell directiu són Craig Newmark, Jim Buckmaster i la companyia eBay. El gener de 2017 l'empresa va donar mig milió de dòlars a la Fundació Wikimedia.